# Deniss Romanovs
Deniss Romanovs (* 2. září 1978) je lotyšský fotbalový brankář v současnosti hrající v Indonésii.

## Klubová kariéra
Roku 2009 přestoupil jako volný hráč do Slavie. V sezoně 2008/09 získal se Slavií mistrovský titul. Je členem širšího kádru reprezentace Lotyšska. Do širšího povědomí se dostal aférou okolo čtyřzápasového distancu v evropských pohárech, který při podpisu zatajil. Proto při startu sezóny 2009/10 chytal pouze za rezervní tým SK Slavia Praha. Po delší době se do zápasu dostal v utkání 11. kola, kdy Slavia hrála s SK Kladno. Romanovs odchytal výborný zápas, na konci zápasu se však zranil a ze hřiště ho dokonce odvezla sanitka. Utkání tak musel dochytat Martin Vaniak.
Romanovs se následně zranil i na jaře 2010 v zápase za rezervní tým. V létě toho roku do Slavie přišel finský brankář Anssi Jaakkola a tak byl Romanovs uvolněn s tím, že si může hledat nové působiště. To našel na konci července 2010 v Ázerbájdžánu, v týmu FK Xəzər Lənkəran.

## Reprezentační kariéra
V A-mužstvu Lotyšska debutoval 3. 12. 2004 v utkání proti týmu Bahrajnu (remíza 2:2).